# Sven Johansson (skytt)
Sven Johansson, född 1 januari 1945 i Värnamo, är en svensk sportskytt, som deltog i fyra olympiska sommarspel, 1968–1980.
Johanssons främsta merit var den olympiska bronsmedaljen i frigevär korthåll, helmatch i Moskva 1980. Han var dessutom femma i samma gren i Montréal 1976.